# Beecker Straße 37 (Mönchengladbach)

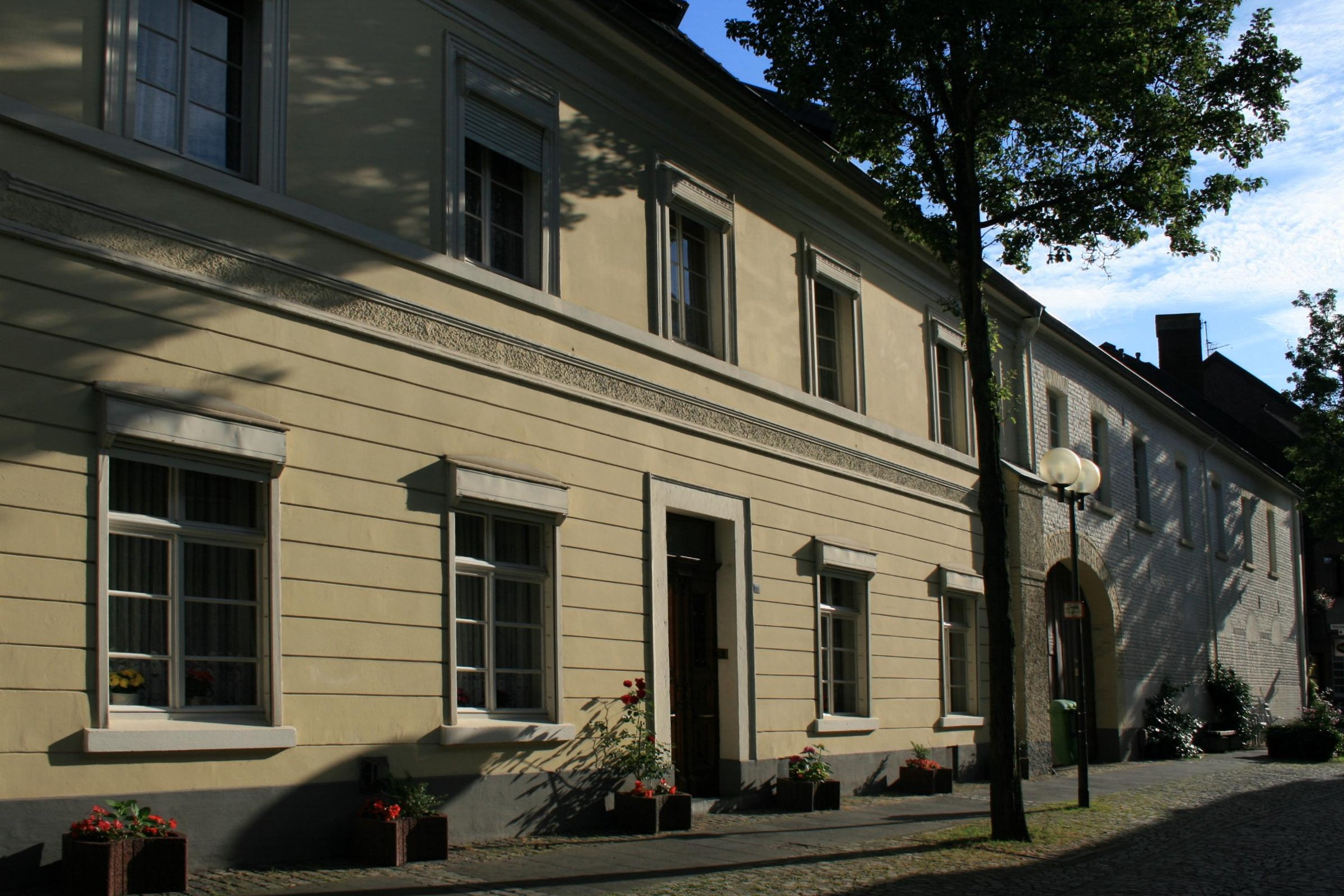
Hofanlage (2010)

Die Hofanlage Beecker Straße 37 steht im Stadtteil Rheindahlen in Mönchengladbach (Nordrhein-Westfalen).
Der Gutshof wurde in der zweiten Hälfte des 18. Jahrhunderts erbaut. Er ist unter Nr. B 129 am 4. März 1992 in die Denkmalliste der Stadt Mönchengladbach eingetragen worden.

## Lage
Das Objekt liegt im Ortskern Rheindahlens westlich des St.-Helena-Platzes an der Einmündung der Mühlenwallstraße in die Beecker Straße.

## Architektur
Bei dem ehemaligen Pfalzhof handelt es sich um eine vierflügelige Hofanlage aus der zweiten Hälfte des 18. Jahrhunderts.
Das Wohnhaus ist ein zweigeschossiges fünfachsiges Gebäude mit mittelaxialem Zugang. Die Fachwerkkonstruktion hat eine um 1900 angebrachten Putzfassade. In der Dachfläche sind drei verschieferte Schleppgauben.
Die traufständigen Wirtschaftsgebäude sind ein- bis zweigeschossiger geschlämmte Backsteinbauten, z. T. mit Tordurchfahrten in den Innenhof. Die mit Satteldächern gedeckten Bauten haben stichbogige, meist hochrechteckige Fenster, die teilweise nachträglich vermauert oder ursprünglich bereits als Blendfenster ausgebildet sind.